# 곽민재
곽민재(2000년 8월 25일 ~ )는 대한민국의 축구 선수로 현재 MLS 넥스트 프로의 채터누가 FC에서 미드필더 겸 수비수로 활동하고 있다.

## 어린 시절
2000년 8월 25일 경기도 수원시에서 태어나 12세에 미국 캘리포니아주로 이주한 뒤 로스앤젤레스 갤럭시의 시범 훈련에 초대되었고 이후 사우스베이포스, 스트라이커스 FC 아카데미, 파테아도레스 아카데미, 스포팅 아스널 등을 거쳐 2019년 9월 크로아티아의 축구단 HNK 고리차의 유소년팀에 합류하여 2020년까지 활동했다.

## 구단 경력
2019년에 대한민국의 독립구단인 양천 TNT에서 뛰다가 2020년 9월에 전미 독립 축구 협회 소속팀인 캘리포니아 유나이티드와 계약한 뒤 23경기 4골을 기록하며 2020-21 시즌 추계 리그 4강 플레이오프 진출에 관여했다.
그 후 2022 시즌에는 같은 NISA 소속팀인 시러큐스 펄스 소속으로 22경기 4골을 기록하며 6강 플레이오프 진출에 기여했고 2023 시즌에는 압신 고트비 감독이 이끄는 캐나다 프리미어리그의 밴쿠버 FC에서 26경기 1골을 기록한 뒤 2024 시즌을 앞두고 MLS 넥스트 프로의 채터누가 FC와 입단 계약을 맺었다.